# Дистоция
Дистоция

## Определение
Дистоция плечиков - осложнение родов через естественные родовые пути, возникающее во втором периоде родов. [1]
Плечевая дистоция - чрезвычайная ситуация при родах, когда ребёнок застревает позади материнской тазовой лонной кости во время движения по родовым путям. Это приводит к затруднению дальнейшего рождения.

## Этиология
Причиной развития дистоции может являться клинически узкий таз (клинически узкий таз это несоответствие размеров таза матери головке ребенка), однако у части пациенток данная патология возникла при нормальных размерах таза и некрупном плоде.
Прогнозировать возникновение плечевой дистоции практически невозможно.
При оценке риска развития патологии учитывают такие критерии как:
- наличие у женщины сахарного диабета/гестационного сахарного диабета
- развитие дистоции плечиков в предыдущих родах, особенно у женщин с диабетом.
- избыточный вес (индекс массы тела более 30 кг/м и/или повышение веса во время беременности более чем на 20 кг)
- Переношенная беременность
- длительный второй период родов
- вмешательства на родовых путях в процессе данных родов (вакуум-экстракция, наложение акушерских щипцов)

## Распространенность
Распространенность зависит от массы плода при крупном плоде (более 4 килограмм) 5-9%, при массе плода от 2400 гр. до 4000 гр. 0,6-1,4 % [1]

## Диагностика
Критерием развития дистоции плечиков является задержка рождения плечиков более 1 минуты, после рождения головки. И, при этом, легкое потягивание за головку плода не вызывает продвижения плечиков.

## Осложнения
Осложнения могут возникать как со стороны ребенка, так и со стороны матери.
Со стороны ребенка:
- перелом ключицы или костей руки
- травма плечевого сплетения (паралич Дюшена-Эрба)
- гипоксия и гиповолемия при пережатии сосудов пуповины

Со стороны матери: Разрывы мягких тканей родовых путей с кровотечением.

## Лечение
Первое, что попросит врач при диагностике плечевой дистоции, это прекратить тужиться. Далее проводится ряд мероприятий для облегчения прохождения плечиков по родовому каналу. К ним относятся следующие процедуры:
- Сгибание ног в тазобедренных суставах и приведение бедер к животу, чтобы увеличить угол наклона таза и     таким образом пространство для ребенка
- Давление на живот около лона со стороны спинки ребенка, чтобы столкнуть зацепившееся плечико с лона.

- Манипуляции со стороны влагалища, для помощи в рождении ребенка.

Манипуляции проводимые акушером-гинекологом делятся на мероприятия первой и второй линии (к ним прибегают при неэффективности манипуляций первой линии в связи с тем, что они более травматичны).
Производят в среднем две попытки для каждой манипуляции (временной критерий перехода к следующему мероприятию это 30 секунд).
Приемы первой линии: прием МакРобертс, прием «надлобковое давление», прием «извлечение задней ручки» (прием Жакмира), прием «захват заднего плечика плода», прием Рубин, прием «винт Вудса», прием «обратный винт Вудса», прием «задняя аксиллярная слинговая тракция» и прием Гаскин.
Приемы второй линии: прием «перелом ключицы плода», прием «симфизиотомия», прием Заванелли и прием «абдоминально-ассистированные роды».